# 帕维尔·科洛布科夫
帕维尔·阿纳托利耶维奇·科洛布科夫（俄语：Павел Анатольевич Колобков，羅馬化：Pavel Anatolyevich Kolobkov，1969年9月22日—），苏联及俄罗斯男子击剑运动员。他曾参加1988年、1992年、1996年、2000年和2004年五届夏季奥运会，共收获一枚金牌、两枚银牌和三枚铜牌。